# Around the Fur
Around the Fur è il secondo album in studio del gruppo musicale statunitense Deftones, pubblicato il 28 ottobre 1997 dalla Maverick Records.
L'album raggiunse la posizione 29 nella classifica statunitense Billboard 200. Nel 2020 la rivista Kerrang! l'ha inserito al sesto posto nella sua lista dei 21 migliori album nu metal di sempre.

## Descrizione
Rispetto al precedente album, Around the Fur è un disco più melodico e viene considerato, dalla critica e da buona parte dei fan, il miglior lavoro del gruppo insieme al successivo White Pony, nonché uno degli album più importanti, innovativi ed influenti degli anni novanta. È stato anche inserito al 17º posto nella lista dei 50 album più influenti di tutti i tempi stilata da Kerrang! nel 2003. Lo stile proposto da questo album, oltre ad includere elementi alternative metal tipici del sound dei Deftones, tra tutti quelli della loro discografia è sicuramente quello più vicino al grunge: sono infatti riconoscibili le influenze di gruppi come Alice in Chains e Soundgarden, ma soprattutto Nirvana e The Smashing Pumpkins; il lavoro della chitarra è invece molto ispirato all'hardcore punk e a gruppi thrash e groove metal come i Pantera. I brani Mascara e Be Quiet and Drive (Far Away) sono due particolari power ballad che, pur essendo molto lente e malinconiche, sono sostenute in buona parte da riff di chitarra distorti, mentre Headup è considerato uno dei pezzi più violenti mai apparsi su un album dei Deftones. In Mascara si possono anche notare alcune contaminazioni darkwave, che verranno meglio evidenziate nel successivo album White Pony.
I testi, molto ermetici e per questo di difficile interpretazione, spaziano su numerose tematiche: se infatti quello di Headup parla della rabbia e la disperazione che si provano dopo la perdita di qualcuno che si è amato, quello di MX è invece di matrice più allegra ed umoristica, si tratta infatti di un'ironizzazione sullo stereotipo della rockstar.
Around the Fur ha visto inoltre la partecipazione di Annalynn Seal, moglie del batterista Abe Cunningham che ha eseguito i controcanti in MX, e Max Cavalera, il quale ha collaborato al brano Headup sia alla voce che alla chitarra (oltre anche ad esserne coautore). Quest'ultimo brano è stato dedicato a Dana Wells, figliastro di Max Cavalera e amico personale dei Deftones, deceduto nel 1996 in un incidente stradale. Poco dopo la pubblicazione dell'album, Cavalera ha fondato i Soulfly, il cui nome deriva proprio dalla frase pronunciata nel ritornello di Headup. Anche in questo album si assiste alla collaborazione in alcuni brani del DJ Frank Delgado, che diventerà membro fisso del gruppo a partire dal 1999. Dopo il brano di chiusura MX è possibile ascoltare anche le due tracce fantasma Bong Hit e Damone: la prima comincia precisamente al minuto 19:29 dalla fine di MX e la seconda al minuto 32:31.
La ragazza in bikini immortalata sulla copertina dell'album è una modella di nome Lisa Hughes, amica del chitarrista Stephen Carpenter. La foto fu scattata dal fotografo Rick Kosick.

## Tracce
Testi e musiche dei Deftones, eccetto dove indicato
1. My Own Summer (Shove It) – 3:35
2. Lhabia – 4:11
3. Mascara – 3:45
4. Around the Fur – 3:31
5. Rickets – 2:42
6. Be Quiet and Drive (Far Away) – 5:08
7. Lotion – 3:57
8. Dai the Flu – 4:36
9. Headup – 6:12 (Deftones, Max Cavalera)
10. MX – 37:19 – contiene le tracce fantasma Bong Hit e Damone

## Formazione
Hanno partecipato alle registrazioni, secondo le note di copertina:
Gruppo
- Abe – batteria
- Chi – basso
- Chino – voce
- Stef – chitarra

Altri musicisti
- Frank Delgado – effetti sonori (tracce 1, 4, 8-10)
- Max Cavalera – chitarra e voce (traccia 9)
- Annalynn Cunningham – cori (traccia 10)

Produzione
- Terry Date – produzione, missaggio, registrazione
- Deftones – produzione
- Ulrich Wild – missaggio, registrazione, montaggio digitale
- Matt Bayles – assistenza alla registrazione
- Steve Durkee – assistenza al missaggio
- Ted Jensen – mastering
- Rick Kosick – fotografia
- Kevin Reagan – direzione artistica, grafica

## Classifiche

### Classifiche settimanali
| Classifica (1997-2025) | Posizione massima |
| ---------------------- | ----------------- |
| Belgio (Fiandre)       | 112               |
| Finlandia              | 32                |
| Francia                | 41                |
| Grecia                 | 54                |
| Paesi Bassi            | 99                |
| Portogallo             | 48                |
| Regno Unito            | 56                |
| Stati Uniti            | 29                |

### Classifiche di fine anno
| Classifica (2024) | Posizione |
| ----------------- | --------- |
| Portogallo        | 166       |